# Víctor Luís Quematcha

Bischofswappen von Víctor Luís Quematcha

Víctor Luís Quematcha OFM (* 27. April 1967 in Cúmura, Bissau) ist ein guinea-bissauischer römisch-katholischer Ordensgeistlicher und Bischof von Bafatá.

## Leben
Víctor Luís Quematcha studierte Philosophie und Humanwissenschaften an der Ordenshochschule Don Bosco in Lomé sowie Theologie am Priesterseminar in Anyama. Er trat der Ordensgemeinschaft der Franziskaner bei, legte 1997 die ewige Profess ab und empfing am 2. Mai 1998 in Nhoma bei Bissau das Sakrament der Priesterweihe.
Nach der Priesterweihe war er bis 2000 Vize-Novizenmeister in Dapaong in Togo und anschließend bis 2004 Rektor des Knabenseminars in Brá. Von 2004 bis 2006 studierte er an der Päpstlichen Akademie Alfonsiana in Rom und erwarb das Lizenziat in Moraltheologie. Dieses Fach lehrte er anschließend bis 2021 als Professor am interdiözesanen Priesterseminar Dom Settimo Arturo Ferrazzetta in Bissau. Daneben war er von 2007 bis 2009 Verantwortlicher für die Ordensmitglieder mit zeitlicher Profess und von 2009 bis 2018 Kustos der Franziskanerkustordie für Guinea Bissau. Von 2014 bis 2020 war er zudem Dompfarrer an der Kathedrale von Bissau und von 2017 bis 2021 Direktor des Krankenhauses Mal-de-Hansen in Cúmura. Ab 2021 war er als Generaldefinitor für Afrika in der Leitung des Franziskanerordens tätig.
Papst Franziskus ernannte ihn am 8. März 2025 zum Bischof von Bafatá. Der Apostolische Nuntius in Guinea-Bissau, Erzbischof Waldemar Stanisław Sommertag, spendete ihm am 28. Juni desselben Jahres in der Nähe der Kathedrale von Bafatá unter freiem Himmel die Bischofsweihe. Mitkonsekratoren waren der emeritierte Bischof von Bissau, José Câmnate na Bissign, und der emeritierte Bischof von Bragança-Miranda, António Montes Moreira OFM.